# Одеський комерційний банк

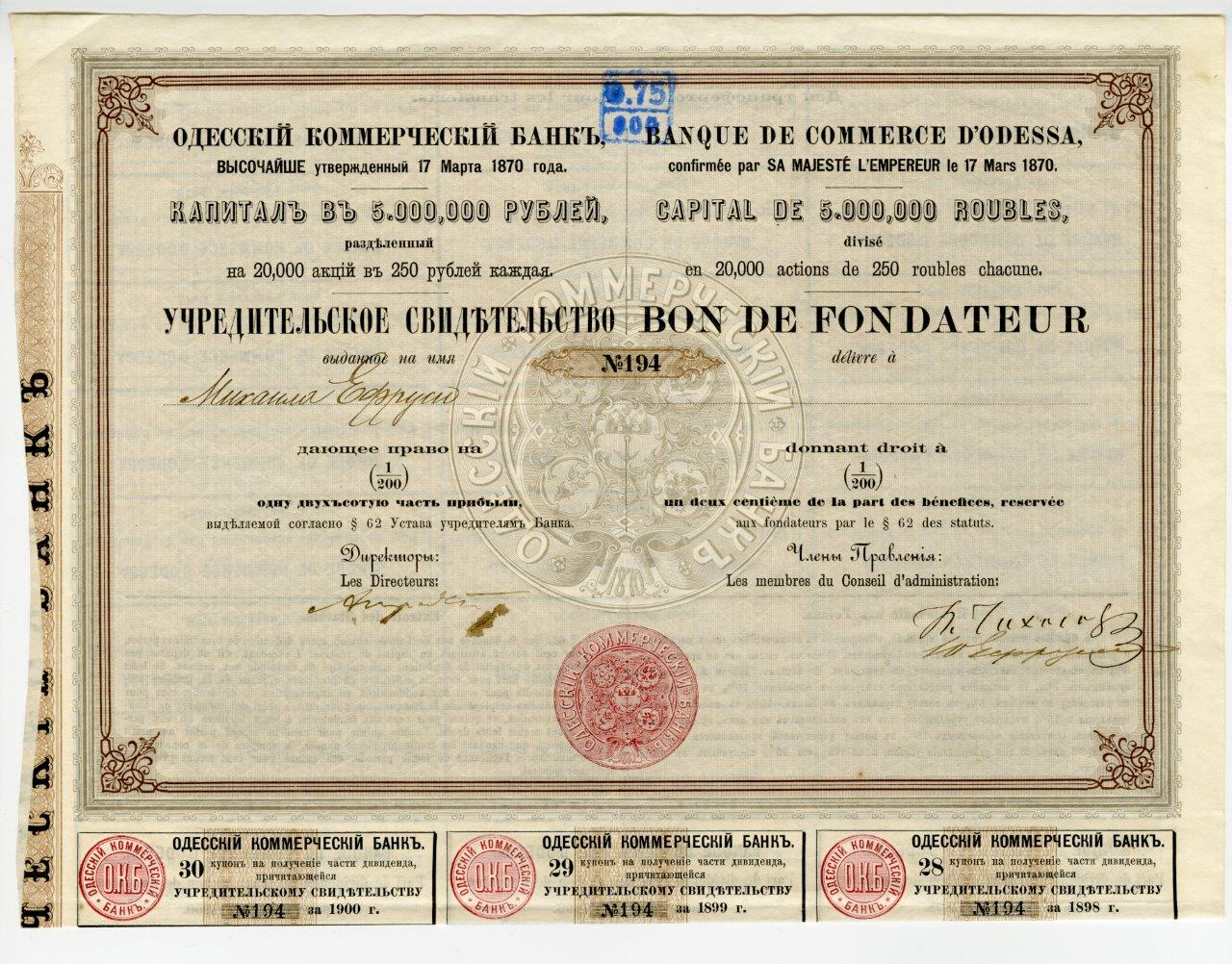
Засновницьке свідоцтво на 1/200 частина прибутку видане на ім'я Михайла Ефруссі Одеського комерційного банку. Одеса, 1870

Одеський комерційний банк (рос. Одесский коммерческий банк) — велика кредитно-фінансова компанія півдня Російської імперії останньої третини XIX ст. Правління компанії розташовувалося в Одесі.
До середини XIX століття, лише через кілька десятиліть після свого заснування, Одеса перетворилася на один з основних банківських центрів півдня Російської імперії. Цьому сприяла торгівля «Південної Пальміри», що активно розвивається, насамперед – хлібний експорт.
Початком банківського бізнесу в Одесі є лавки, де з дозволу влади здійснювався обмін грошей. Міняли прийшли в місто з країн Середземномор'я разом з купцями, комівояжерами, іншими діловими людьми і тут міцно влаштувалися. Їм-то і прийшли на зміну банкірські будинки, що стрімко зароджуються. Скажімо, обороти лише банкірського будинку Рафаловича, активно працював у регіоні 1833 - 1890, наприкінці 1860-х доходили до 50 мільйонів рублів на рік.
Основний акціонерний капітал Одеського комерційного банку на момент установи становив 5 млн. крб. 
У 1878 Одеський акціонерний був перетворений на Одеський обліковий банк . 